# Mihály Tóth
Mihály Tóth (Bezdan, Reino de Yugoslavia, 14 de septiembre de 1926-Budapest, 7 de marzo de 1990) fue un futbolista húngaro. Jugó durante toda su carrera en el Újpest FC como delantero. Durante los años 1950 fue miembro del equipo nacional húngaro conocido como los Magiares poderosos junto a Nándor Hidegkuti, Ferenc Puskás, Zoltán Czibor, Sándor Kocsis o József Bozsik.

## Carrera profesional
Mihály Tóth nació en la localidad de Bezdan, por aquel entonces perteneciente al Reino de Yugoslavia, aunque posteriormente magiarizó su nombre a Mihály Tóth.
Desarrolló toda su carrera deportiva en el Újpesti Dózsa, uno de los clubes de fútbol más importantes de Budapest y de Hungría. Allí se convirtió en una leyenda al disputar 238 partidos oficiales de liga y anotó 41 goles, jugando principalmente de extremo izquierdo. Con el Újpest ganó una liga en 1960.

## Selección nacional
Entre 1949 y 1957, Tóth disputó seis partidos con la selección de Hungría y anotó un gol. Formó parte del exitoso equipo conocido como los Magiares poderosos que deslumbraron en la Copa Mundial de Fútbol de 1954. En ese Mundial fue titular tanto en el partido conocido como la Batalla de Berna en cuartos de final ante Brasil y en la final ante Alemania.

## Palmarés
- Campeonato húngaro: 1
  - 1959/60

- Datos: Q929087
- Multimedia: Mihály Tóth (footballer, 1926) / Q929087